# Joey Soloway
Joey Soloway, precedentemente nota come Jill L. Soloway (Chicago, 26 settembre 1965), è una sceneggiatrice, regista, scrittrice e produttrice esecutiva statunitense.
È nota soprattutto per il suo lavoro come sceneggiatrice della serie televisiva Six Feet Under e per aver ideato, co-sceneggiato e co-diretto la serie Transparent di Amazon.

## Biografia

### Infanzia
Soloway è nata a Chicago, nell'Illinois, dalla consulente in relazioni pubbliche e scrittrice Elaine Soloway e dallo psichiatra Harry J. Soloway. Attorno al 2011 il padre ha fatto coming out come transgender.
Ha una sorella maggiore, Faith Soloway, una musicista e performer con la quale di tanto in tanto collabora. Entrambe hanno frequentato la Lane Technical College Prep High School a Chicago. La sua famiglia è ebrea. Si è laureata nelle arti comunicative presso l'Università del Wisconsin-Madison.

## Carriera
Durante gli studi all'Università del Wisconsin-Madison, Soloway ha studiato cinema e televisione sotto JJ Murphy e ha partecipato come aiuto regista alla realizzazione di un film universitario sperimentale intitolato Ring of Fire, sotto Anita Katzman.
Dopo gli studi ha lavorato a Chicago come assistente di produzione in pubblicità e video musicali, e nella Kartemquin Films per il film Hoop Dreams.
A Chicago, insieme alla sorella, Soloway ha sviluppato una parodia del programma televisivo La famiglia Brady intitolata The Real Live Brady Bunch, che ha dato inizio alla sua carriera di sceneggiatrice e regista. Sempre insieme alla sorella, ha venduto a HBO un copione di un episodio pilota intitolato Jewess Jones, avente come protagonista una supereroina, e ha scritto le opere teatrali The Miss Vagina Pageant e Not Without My Nipples. Nel 2002 il suo racconto breve Courteney Cox's Asshole ha attirato l'attenzione di Alan Ball, che l'ha assunta come sceneggiatrice per la serie Six Feet Under.

### Carriera televisiva
Soloway ha iniziato la sua carriera di sceneggiatrice televisiva scrivendo per serie come The Oblongs, Nikki e The Steve Harvey Show. In seguito ha scritto sette episodi nel corso di quattro stagioni di Six Feet Under, partecipando alla serie anche in veste di co-produttrice esecutiva.
Successivamente ha lavorato come sceneggiatrice e produttrice esecutiva per le serie How to Make It in America e United States of Tara.
Soloway ha scritto l'episodio pilota di Transparent per Amazon.com, che è stato reso disponibile gratuitamente il 6 febbraio 2014, attraverso lo streaming o il download. In seguito il pilota è stato promosso da Amazon Studios a serie televisiva. Ispirata alla storia di suo padre, la serie è interpretata da Jeffrey Tambor (nel ruolo del padre), Gaby Hoffmann, Jay Duplass e Amy Landecker (nel ruolo dei figli). La prima stagione, composta da dieci episodi, è stata resa disponibile interamente a fine settembre del 2014.

### Carriera cinematografica
Oltre alla televisione, Soloway ha scritto e diretto due film che sono stati presentati al Sundance Film Festival: il cortometraggio Una Hora Por Favora (2011) e il lungometraggio Afternoon Delight (2013). Per quest'ultimo ha vinto il premio alla regia. Afternoon Delight è stato mostrato a festival cinematografici nazionali e internazionali ed è stato candidato a vari premi, tra cui un Independent Spirit Award per il miglior debutto cinematografico.

### Carriera letteraria
Soloway ha scritto il racconto Jodi K., che è stato pubblicato nella collezione Three Kinds of Asking For It: Erotic Novellas edita da Susie Bright, nel 2005. Nello stesso anno ha pubblicato un libro di memorie intitolato Tiny Ladies in Shiny Pants: Based on a True Story.

## Riconoscimenti
Al Sundance Film Festival 2013 Soloway ha ricevuto il premio alla regia per il suo film d'esordio, la commedia drammatica Afternoon Delight. Soloway è stata anche membro della giuria della San Francisco Film Society.
Nel 2015 la sua serie Transparent ha vinto un Golden Globe come miglior serie commedia o musicale ed è stata candidata ad un premio Emmy come miglior serie commedia. Nello stesso anno Soloway ha vinto un DGA Award e un Emmy Award per la sua regia dell'episodio Gita autunnale della serie. Sempre nel 2015 ha fatto parte di "The Forward 50", una lista stilata dal giornale The Forward che raccoglie cinquanta ebrei americani che hanno avuto un impatto significativo sulla storia ebraica nel corso dell'anno.

## Vita privata
Nel 2011 Soloway ha sposato il supervisore musicale Bruce Gilbert, col quale ha una relazione dal 2008. Da lui ha avuto un figlio, Felix Soloway Gilbert. Ha anche un figlio più grande, Isaac, avuto da una relazione precedente.
Inoltre Soloway è una forte sostenitrice del femminismo ed è la cofondatrice del sito web wifey.tv e del collettivo East Side Jews.

## Filmografia

### Sceneggiatrice
- The Steve Harvey Show - serie TV, 1 episodio (1997)
- Cartoon Cabana - serie TV (1998)
- Baby Blues - serie TV, 3 episodi (2000)
- Nikki - serie TV, 2 episodi (2000-2001)
- The Oblongs - serie TV, 2 episodi (2001)
- Six Feet Under - serie TV, 7 episodi (2002-2005)
- Dirty Sexy Money - serie TV, 1 episodio (2007)
- United States of Tara - serie TV, 4 episodi (2009-2010)
- How to Make It in America - serie TV, 2 episodi (2011)
- Una Hora Por Favora (2011) - corto
- Afternoon Delight, regia di Jill Soloway (2013)
- Transparent - serie TV, 22 episodi (2014-in corso)
- I Love Dick - serie TV (2017-in corso)

### Regista
- Una Hora Por Favora (2011) - corto
- Afternoon Delight (2013)
- Valencia: The Movie/S, registi vari (2013)
- Transparent - serie TV, 8 episodi (2014-in corso)

### Attrice
- Transparent - serie TV, 1 episodio (2014)